# توني لافلي
توني لافلي (بالإنجليزية: Tony Lavelli)‏ مواليد 11 يوليو 1926 في سومرفيل - الوفاة 08 يناير 1998، كان لاعب كرة سلة أمريكي. بدأ مسيرته الاحترافية في سنة 1949. تم اختياره من قبل فريق بوسطن سيلتكس خلال الدرافت. بلغ طوله 6 قدم 3 بوصة (1.9 م). اعتزل اللعب في 1951.

## روابط خارجية
- توني لافلي على موقع IMDb (الإنجليزية)
- توني لافلي على موقع قاعدة بيانات برودواي على الإنترنت (الإنجليزية)
- توني لافلي على موقع ديسكوغز (الإنجليزية)
- توني لافلي على موقع إن بي أي (الإنجليزية)
- توني لافلي على موقع سبورتس رفرنس (الإنجليزية)
- توني لافلي على موقع كلية كرة السلة في سبورتس رفرنس.كوم (الإنجليزية)
- توني لافلي على موقع ريلجم (الإنجليزية)
- توني لافلي على موقع بروبوليرز (الإنجليزية)